# Loránd Fráter

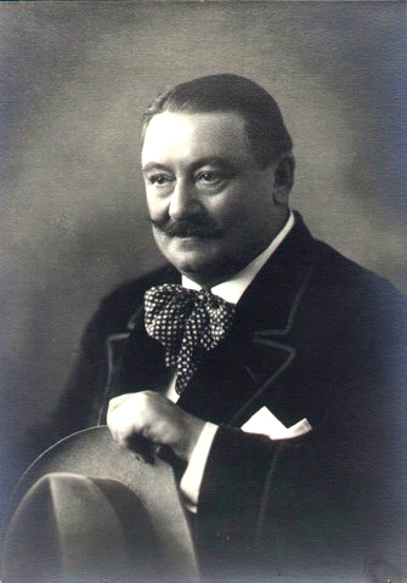
Loaránd Fráter (1920)

Loránd Fráter von Ipp, Érkeserű, Bélmeze und Rogoz (* 13. Januar 1872 in Érsemjén, Komitat Bihar; † 13. März 1930 in Budapest) war ein ungarischer Liedermacher, Politiker und Husaren-Hauptmann.

## Leben
Fráter besuchte die Ludovika-Militärakademie in Budapest und wurde anschließend Leutnant im 6. Husarenregiment in Arad. Schon vor seiner Verlegung ins 10. Husarenregiment in Marosvásárhely beschäftigte er sich mit der Musik und nahm später Gesangsunterricht bei Imre Bellovics. 1906 trat er aus der Armee aus und gab fortan Konzerte in vielen Städten des Landes, wo er seine selbst komponierten Lieder, oft in Begleitung einer Violine, vortrug. Von 1910 bis 1918 war er als Mitglied der Justhpartei der Unabhängigkeit und '48 (Függetlenségi és 48-as (Justh) párt) Reichstagsabgeordneter für den Wahlbezirk Székelyhíd im Komitat Bihar.